# Беловское сельское поселение (Татарстан)
Беловское се́льское поселе́ние — муниципальное образование в Аксубаевском районе Татарстана Российской Федерации.
Административный центр — село Новое Узеево.

## История
Статус и границы сельского поселения установлены Законом Республики Татарстан от 31 января 2005 года № 24-ЗРТ «Об установлении границ территорий и статусе муниципального образования "Аксубаевский муниципальный район" и муниципальных образований в его составе»

## Население
| 2010 | 2011  | 2012 | 2013 | 2014 | 2015 | 2016 |
| ---- | ----- | ---- | ---- | ---- | ---- | ---- |
| 1025 | ↘1021 | ↘990 | ↘978 | ↘966 | ↘932 | ↘900 |
| 2017 | 2018  | 2019 | 2020 |      |      |      |
| ↘896 | ↘883  | ↘860 | ↘841 |      |      |      |

## Состав сельского поселения
| № | Населённый пункт | Тип населённого пункта       | Население |
| - | ---------------- | ---------------------------- | --------- |
| 1 | Алексеевка       | деревня                      |           |
| 2 | Беловка          | деревня                      |           |
| 3 | Новое Узеево     | село, административный центр |           |
| 4 | Сергеевский      | посёлок                      |           |
| 5 | Федоровка        | деревня                      |           |

## Местное самоуправление
Главы сельского поселения
- Махмутов Илсур Рахимзянович